# Остурња
Остурња (слч. Osturňa) насељено је мјесто са административним статусом сеоске општине (слч. obec) у округу Кежмарок, у Прешовском крају, Словачка Република.

## Становништво
| Година:    | 1994. | 2004.    | 2014.    | 2024.    |
| ---------- | ----- | -------- | -------- | -------- |
| Број људи: | 464   | 398      | 310      | 277      |
| Разлика:   |       | -14,22 % | -22,11 % | -10,64 % |

| Година:    | 2023. | 2024.   |
| ---------- | ----- | ------- |
| Број људи: | 280   | 277     |
| Разлика:   |       | -1,07 % |

Према подацима о броју становника из 2011. године насеље је имало 330 становника.